# Muelas de los Caballeros
Muelas de los Caballeros település Spanyolországban,  Zamora tartományban. Muelas de los Caballeros Espadañedo, Truchas, Castrocontrigo, Justel, Cubo de Benavente, Molezuelas de la Carballeda, Peque és Manzanal de los Infantes községekkel határos. Lakosainak száma 188 fő (2024).

## Népesség
A település népessége az utóbbi években az alábbiak szerint változott:
| Lakosok száma | 254  | 246  | 240  | 221  | 209  | 186  | 189  | 172  | 181  | 188  |
|               | 2001 | 2004 | 2007 | 2009 | 2012 | 2014 | 2017 | 2019 | 2022 | 2024 |